# Dryoscopus
Dryoscopus là một chi chim trong họ Malaconotidae.